# Mikhaïl Malofeïev
Mikhaïl Yourievitch Malofeïev (russe : Михаил Юрьевич Малофеев), né le 25 mars 1956 et décédé le 18 janvier 2000, est un major général russe disparu à Grozny pendant la seconde guerre de Tchétchénie, au milieu de rapports contradictoires, y compris des allégations faisant état de sa capture. Son corps sera ensuite retrouvé dans la ville. Il reçoit à titre posthume le titre de héros de la Russie.

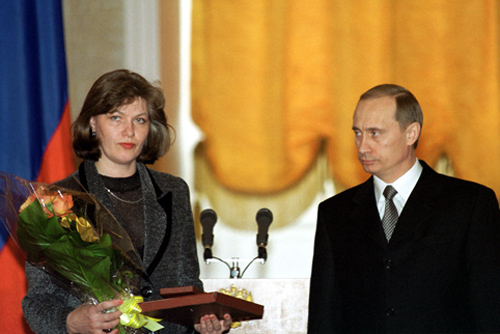
L'épouse de Malofeïev, Svetlana Malofeïeva, recevant le titre au nom de son mari.